# فيكتور جي. سبرينغر
فيكتور جي. سبرينغر (بالإنجليزية: Victor G. Springer)‏ هو عالم أحياء وعالم حيوانات أمريكي، ولد في 2 يونيو 1928 في جاكسونفيل في الولايات المتحدة.